# Olesicampe thapsicola
Olesicampe thapsicola är en stekelart som beskrevs av André Seyrig 1927. Olesicampe thapsicola ingår i släktet Olesicampe och familjen brokparasitsteklar. Inga underarter finns listade i Catalogue of Life.